# The Green Bicycle Case
The Green Bicycle Case è il secondo album della band australiana dei The Lucksmiths, uscito nel 1995 per la Candle records.

## Lista tracce
1. "Jewel Thieves" – 2:13
2. "Motorscooter" – 2:59
3. "The Tichborne Claimant" – 2:05
4. "Spond" – 2:43
5. "Two Storeys" – 4:22
6. "Detective Agency" – 2:44
7. "Thomas and Martha" – 3:32
8. "Mezzanine" – 2:05
9. "William and Mary" – 1:16
10. "Only Angels Have Wings" – 3:02
11. "Aviatrix" – 2:02
12. "From Here to Maternity" – 3:02